# World Series of Poker 2011
De World Series of Poker 2011 vormden de 42e jaarlijkse World Series of Poker (WSOP). In het kader hiervan werd er van 31 mei tot en met 19 juli 2011 in 58 toernooien gespeeld om de titels. Deze vonden allemaal plaats in het Rio All-Suite Hotel & Casino in Las Vegas. Het hoofdtoernooi was het $10.000 No Limit Hold'em Championship, waarvan de winnaar zich een jaar lang de officieuze wereldkampioen poker mocht noemen. De ontknoping van het hoofdevenement vond voor het vierde achtereenvolgende jaar plaats in november (de November Nine). Toen schoven de negen laatst overgeblevenen van 6865 spelers opnieuw aan om het laatste toernooi af te maken. Hierbij werd Pius Heinz de eerste Duitse winnaar van het Main Event ooit.
Voor de 58 toernooien van de World Series of Poker 2011 schreven zich in totaal 75.672 mensen in, 2096 meer dan tijdens de vestiging van het vorige deelnemersrecord in 2010. Daarmee kwam in totaal $191.999.010,- aan prijzengeld beschikbaar, $4.889.160,- meer dan in 2010. De jongste deelnemer was Logan Deen, die op de exacte dag dat hij 21 werd deelnam aan dag 1B van het Main Event. De oudste was de 91-jarige Ellen Deeb, die meedeed aan dag 1C van het Main Event.

## Grudge Matches
Op de World Series of Poker van 2011 stonden er voor het eerst zogenoemde Grudge Matches op het programma, beruchte één-tegen-één confrontaties uit de historie van de WSOP die op 2 juni (officieus) werden overgespeeld.
Dit waren wedstrijden tussen:
- Phil Hellmuth en Johnny Chan (een herhaling van de heads up uit het Main Event van de World Series of Poker 1989). Hellmuth voorkwam oorspronkelijk dat Chan drie keer op rij het Main Event won. Deze keer versloeg Chan Hellmuth wel.
- Sam Farha en Chris Moneymaker (een herhaling van de heads up uit het Main Event van de World Series of Poker 2003). Moneymaker werkte destijds als accountant en had nog nooit meegedaan aan een live-pokertoernooi. Door wereldkampioen te worden, werd hij in één klap prof. Een daaropvolgende explosieve aanwas van deelnemers op volgende edities van de WSOP, wordt grotendeels aan zijn overwinning destijds toegeschreven. Farha en Moneymaker speelden deze keer driemaal tegen elkaar. De eerste die twee confrontaties won, was de winnaar. Moneymaker won daarvan de eerste, Farha de tweede. In de derde confrontatie versloeg Moneymaker Farha definitief opnieuw.
- Erik Seidel en Johnny Chan (een herhaling van de heads up uit het Main Event van de World Series of Poker 1988)

Tot middernacht van 24 mei konden mensen op de Facebook-pagina van de WSOP stemmen op de samenstelling van de derde partij. Er kon gekozen worden uit vier mogelijkheden. Seidel en Chan werden verkozen boven:
- Greg Raymer en David Williams (de heads up uit het Main Event van de World Series of Poker 2004)
- Jamie Gold en Paul Wasicka (de heads up uit het Main Event van de World Series of Poker 2006)
- Jonathan Duhamel en John Racener (de heads up uit het Main Event van de World Series of Poker 2010)[2]

## Uitzonderlijk

### Boycot Phil Ivey
Op 1 juni 2011 - dag twee van de WSOP 2011 - maakte achtvoudig toernooiwinnaar Phil Ivey bekend het evenement deze editie te boycotten. Dit deed hij vanwege een aanklacht die het United States Department of Justice op 15 april 2011 indiende tegen PokerStars, Absolute Poker en Iveys sponsor Full Tilt Poker, op verdenking van bankfraude, geld witwassen en illegaal gokken. Als gevolg hiervan werden alle tegoeden die Amerikaanse spelers op deze pokersites hadden staan bevroren. Volgens Ivey was Full Tilt Poker daarbij in gebreke gebleven door na te laten hun gebruikers voor aanvang van de WSOP 2011 het geld op hun pokerrekeningen terug te bezorgen. Ivey nam daar met een publieke verklaring op zijn website afstand van. Hij liet daarbij tevens weten een aanklacht in te dienen tegen Tiltware, het bedrijf achter Full Tilt.

### Triple Crown voor zowel Jake Cody als Bertrand Grospellier
De Engelsman Jake Cody werd op op 4 juni 2011 de derde speler in de geschiedenis die een Triple Crown vol maakte. Hij won op 22-jarige leeftijd het $25.000 Heads Up No-Limit Hold'em Championship ( event #2 ) van de WSOP 2011. Eerder won hij op 20 januari 2010 het €5.000 No Limit Hold'em - Main Event van de EPT Deauville 2010 en op 30 augustus 2010 het £5.000 No Limit Hold'em - Main Event van de WPT London 2010.
Elf dagen na Cody vervolmaakte Fransman Bertrand Grospellier als vierde speler ooit een Triple Crown door het $10.000 Seven Card Stud Championship (event #21) te winnen. Hij won eerder zijn eerste EPT-titel op het $7.800 PokerStars Caribbean Adventure in januari 2008 en negen maanden later met het $15.000 WPT Championship van de 6th Annual Festa Al Lago Classic zijn eerste WPT-titel.

### Drie records in Seniors Championship
In het Seniors No Limit Hold'em Championship (event #30) werden drie records gebroken. De 3752 spelers die aan het toernooi begonnen, vormden het grootste deelnemersveld dat ooit aan het Seniors Championship deelnam. Als gevolg daarvan vormden zij ook het grootste deelnemersveld in de pokergeschiedenis dat ooit begon aan een live-toernooi met één startdag. Toernooiwinnaar James Hess was in mei vijftig geworden en werd daarmee bovendien de jongste winnaar van het Seniors Championship ooit.

### Dubbelslag Brian Rast
Door het $50.000 The Poker Player's Championship te winnen werd Brian Rast na 55 toernooien de eerste speler die op de WSOP 2011 meerdere titels won. Eerder zegevierde hij ook in het $1.500 Pot Limit Hold'em-toernooi (event #15). Voor Rast waren het bovendien zijn eerste WSOP-titels. Voor hem was Frank Kassela de laatste die in één jaar twee WSOP-toernooien won, op de World Series of Poker 2010.

### Runner up-record Phil Hellmuth
Door tweede te worden in het $50.000 The Poker Player's Championship (event #55) werd Phil Hellmuth de eerste speler in de geschiedenis van de World Series of Poker die in één jaar in drie WSOP-toernooien tot de laatste twee komt zonder er één daarvan te winnen. Hij werd ook tweede in het $10.000 2-7 Draw Lowball Championship (event #16) en in het $10.000 Seven Card Stud Hi-Low Split-8 or Better Championship (event #33). De $1.063.034,- die hij kreeg voor zijn tweede plaats in het Player's Championship was wel de hoogste geldprijs die Hellmuth ooit won in een WSOP-toernooi, ondanks dat hij eerder elf WSOP-titels daadwerkelijk won.

## Compleet toernooischema

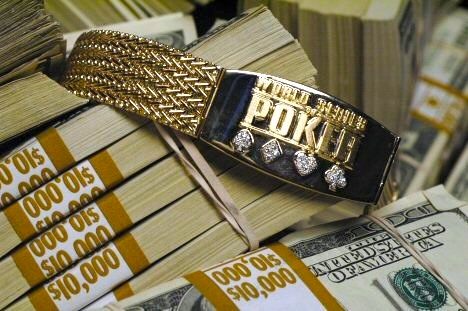
Iedere toernooiwinnaar op de WSOP wint naast een geldbedrag ook een WSOP Bracelet (armband).

| #  | Evenement                                                     | Winnaar                     | Prijs        | Tweede              | Deelnemers |
| -- | ------------------------------------------------------------- | --------------------------- | ------------ | ------------------- | ---------- |
| 1  | $500 Casino Employees No Limit Hold'em                        | Sean Drake                  | $82.292,-    | Jason Baker         | 850        |
| 2  | $25.000 Heads Up No Limit Hold'em Championship                | Jake Cody                   | $851.192,-   | Yevgeniy Timoshenko | 128        |
| 3  | $1.500 Omaha Hi-Low Split-8 or Better                         | Francesco Barbaro           | $262.283,-   | Kostas Kalathakis   | 925        |
| 4  | $5.000 No Limit Hold'em                                       | Allen Bari                  | $874.116,-   | Maria Ho            | 865        |
| 5  | $1.500 Seven Card Stud                                        | Eugene Katchalov            | $122.909,-   | Alessio Isaia       | 357        |
| 6  | $1.500 Limit Hold'em                                          | Harrison Wilder             | $205.065,-   | Thomas Jamieson     | 675        |
| 7  | $10.000 Pot Limit Hold'em Championship                        | Amir Lehavot                | $573.456,-   | Jarred Solomon      | 249        |
| 8  | $1.000 No Limit Hold'em                                       | Sean Getzwiller             | $611.185,-   | Sadan Turker        | 4.178      |
| 9  | $1.500 2-7 Draw Lowball                                       | Matt Perrins                | $102.105,-   | Chris Björin        | 275        |
| 10 | $1.500 No Limit Hold'em Six Handed                            | Geffrey Klein               | $544.488,-   | Eddie Blumenthal    | 1.920      |
| 11 | $10.000 Omaha Hi-Low Split-8 or Better Championship           | Viacheslav Zhukov           | $465.216,-   | George Lind         | 202        |
| 12 | $1.500 Triple Chance No Limit Hold'em                         | David Diaz                  | $352.808,-   | Anders Meli         | 1.340      |
| 13 | $1.500 No Limit Hold'em Shootout                              | Andrew Badecker             | $369.371,-   | Robbie Verspui ( )  | 1.440      |
| 14 | $3.000 Limit Hold'em                                          | Tyler Bonkowski             | $220.817,-   | Brandon Demes       | 337        |
| 15 | $1.500 Pot Limit Hold'em                                      | Brian Rast                  | $227.232,-   | Allen Kessler       | 765        |
| 16 | $10.000 2-7 Draw Lowball Championship                         | John Juanda                 | $367.170,-   | Phil Hellmuth       | 126        |
| 17 | $1.500 H.O.R.S.E.                                             | Aaron Steury                | $289.283,-   | Michael Chow        | 963        |
| 18 | $1.500 No Limit Hold'em                                       | Foster Hays                 | $735.400,-   | Casey Kelton        | 3.157      |
| 19 | $2.500 Limit Hold'em Six Handed                               | Darren Woods                | $213.431,-   | Stephanie Nguyen    | 354        |
| 20 | $1.000 No Limit Hold'em                                       | Jason Somerville            | $493.091,-   | Yashar Darian       | 3.175      |
| 21 | $10.000 Seven Card Stud Championship                          | Bertrand Grospellier        | $331.639,-   | Steve Landfish      | 126        |
| 22 | $1.500 Pot Limit Omaha                                        | Elie Payan                  | $292.825,-   | Rafael Kibrit       | 1.071      |
| 23 | $2.500 Eight Game Mix                                         | John Monnette               | $278.144,-   | Eric Buchman        | 489        |
| 24 | $5.000 No Limit Hold'em Shootout                              | Mark Radoja                 | $436.568,-   | Jeffrey Gross       | 387        |
| 25 | $1.500 Seven Card Stud Hi-Low-8 or Better                     | Chris Viox                  | $200.459,-   | Mike Sexton         | 606        |
| 26 | $2.500 No Limit Hold'em Six Handed                            | Oleksii Kovalchuk           | $689.739,-   | Ionel Anton ()      | 1.378      |
| 27 | $10.000 Limit Hold'em Championship                            | Daniel Idema                | $378.642,-   | Matthew Gallin      | 152        |
| 28 | $1.500 No Limit Hold'em                                       | Andy Frankenberger          | $599.153,-   | Joshua Evans        | 2.500      |
| 29 | $2.500 10-Game Mix Six Handed                                 | Chris Lee                   | $254.955,-   | Brian Haveson       | 431        |
| 30 | $1.000 Seniors No Limit Hold'em Championship                  | James Hess                  | $557.435,-   | Richard Harwood     | 3.752      |
| 31 | $3.000 Pot Limit Omaha                                        | Sam Stein                   | $420.802,-   | Ben Lamb            | 685        |
| 32 | $1.500 No Limit Hold'em                                       | Kirk Caldwell               | $668.276,-   | Corbin White        | 2.828      |
| 33 | $10.000 Seven Card Stud Hi-Low Split-8 or Better Championship | Eric Rodawig                | $442.183,-   | Phil Hellmuth       | 168        |
| 34 | $1.000 No Limit Hold'em                                       | Mark Schmid                 | $488.283,-   | Justin Cohen        | 3.144      |
| 35 | $5.000 Pot Limit Omaha Six Handed                             | Jason Mercier               | $619.575,-   | Hans Winzeler       | 507        |
| 36 | $2.500 No Limit Hold'em                                       | Mikhail Lakhitov            | $749.610,-   | Hassan Babjane      | 1.734      |
| 37 | $10.000 H.O.R.S.E. Championship                               | Fabrice Soulier             | $609.130,-   | Shawn Buchanan      | 240        |
| 38 | $1.500 No Limit Hold'em                                       | Arkadiy Tsinis              | $540.136,-   | Michael Blanovsky   | 2.192      |
| 39 | $2.500 Pot Limit Hold'em/Omaha                                | Mitch Schock                | $310.225,-   | Rodney Brown        | 606        |
| 40 | $5.000 No Limit Hold'em Six Handed                            | Matt Jarvis                 | $808.538,-   | Justin Filtz        | 732        |
| 41 | $1.500 Limit Hold'em Shootout                                 | Justin Pechie               | $167.060,-   | Dale Eberle         | 538        |
| 42 | $10.000 Pot Limit Omaha Championship                          | Ben Lamb                    | $814.436,-   | Sami Kelopuro       | 361        |
| 43 | $1.500 No Limit Hold'em                                       | Andre Akkari                | $675.117,-   | Nachman Berlin      | 2.857      |
| 44 | $2.500 Seven Card Razz                                        | Rep Porter                  | $210.615,-   | Stephen Su          | 363        |
| 45 | $1.000 No Limit Hold'em                                       | Kenneth Griffin             | $455.356,-   | Jean Luc Marais     | 2.890      |
| 46 | $10.000 No Limit Hold'em Six Handed Championship              | Joe Ebanks                  | $1.158.481,- | Chris Moorman       | 474        |
| 47 | $2.500 Omaha/Seven Card Stud Hi-Low-8 or Better               | Owais Ahmed                 | $255.959,-   | Michael Mizrachi    | 450        |
| 48 | $1.500 No Limit Hold'em                                       | Athanasios Polychronopoulos | $650.223,-   | Simon Charette      | 2.713      |
| 49 | $2.500 2-7 Triple Draw Lowball                                | Leonard Martin              | $189.818,-   | Justin Bonomo       | 309        |
| 50 | $5.000 Triple Chance No Limit Hold'em                         | Antonin Teissire            | $825.604,-   | Darryl Ronconi      | 817        |
| 51 | $1.500 Pot Limit Omaha Hi-Low Split-8 or Better               | David Singontiko            | $268.235,-   | Michael Yee         | 946        |
| 52 | $2.500 Mixed Hold'em                                          | Matt Matros                 | $303.501,-   | Jonathan Lane       | 580        |
| 53 | $1.000 Ladies No Limit Hold'em Championship                   | Marsha Wolak                | $192.344,-   | Karina Jett         | 1.055      |
| 54 | $1.000 No Limit Hold'em                                       | Max Lykov                   | $648.880,-   | Dror Michaelo       | 4.576      |
| 55 | $50.000 The Poker Player's Championship (8-Game)              | Brian Rast                  | $1.720.328,- | Phil Hellmuth       | 128        |
| 56 | $1.500 No Limit Hold'em                                       | Alexander Anter             | $777.928,-   | Nemer Haddad        | 3.389      |
| 57 | $5.000 Pot Limit Omaha Hi-Low Split-8 or Better               | Nick Binger                 | $397.073,-   | David Bach          | 352        |
| 58 | $10.000 No Limit Hold'em Championship                         | Pius Heinz                  | $8.715.638,- | Martin Staszko      | 6.865      |

- Bij spelers met twee vlaggen bij hun naam, staat de vlag waaronder ze speelden voorop. Tussen haakjes staat de vlag met hun eigenlijke nationaliteit.

## November Nine
Op de WSOP begonnen 6865 spelers aan het Main Event in de hoop zich te plaatsen voor de sinds 2008 gehouden November Nine. De negen laatst overgebleven spelers die een uitnodiging kregen om op 6 november 2011 plaats te nemen aan de finaletafel van het hoofdtoernooi, bleken in juli 2011:
- Stoel 1:  Matt Giannetti met 24.750.000 chips
- Stoel 2:  Badih Bounahra met 19.700.000 chips
- Stoel 3:  Eoghan O'Dea met 33.925.000 chips
- Stoel 4:  Phil Collins met 23.875.000 chips
- Stoel 5:  Anton Makiievskyi met 13.825.000 chips
- Stoel 6:  Samuel Holden met 12.375.000 chips
- Stoel 7:  Pius Heinz met 16.425.000 chips
- Stoel 8:  Ben Lamb met 20.875.000 chips
- Stoel 9:  Martin Staszko met 40.175.000 chips

Na het spelen van de November Nine eindigden zij als volgt:
| Plaats | Naam              | Prijs        |
| ------ | ----------------- | ------------ |
| 1ste   | Pius Heinz        | $8.715.638,- |
| 2de    | Martin Staszko    | $5.433.086,- |
| 3de    | Ben Lamb          | $4.021.138,- |
| 4de    | Matt Giannetti    | $3.012.700,- |
| 5de    | Phil Collins      | $2.269.599,- |
| 6de    | Eoghan O'Dea      | $1.720.831,- |
| 7de    | Badih Bounahra    | $1.314.097,- |
| 8ste   | Anton Makiievskyi | $1.010.015,- |
| 9de    | Samuel Holden     | $782.115,-   |

## WSOP Player of the Year
De WSOP reikt sinds 2004 een WSOP Player of the Year-award uit aan de speler die tijdens de betreffende jaargang de meeste punten scoort. Hiervoor tellen alleen toernooien mee waaraan iedereen mee kan doen, de spelen die alleen toegankelijk zijn voor vrouwen, senioren en casino-medewerkers niet. In 2006 en 2007 werd de uitkomst van het Main Event en het $50.000 H.O.R.S.E.-toernooi ook niet meegeteld. In 2008 telde het laatstgenoemde toernooi wel mee, het Main Event niet. Sinds 2009 tellen alle vrij toegankelijke toernooien mee, inclusief het Main Event.
Van 2004 tot en met 2010 telden alleen toernooien van de originele World Series of Poker in de Verenigde Staten mee voor het Player of the Year-klassement. Vanaf 2011 worden ook de resultaten van de World Series of Poker Europe en vanaf 2013 ook die van de World Series of Poker Asia Pacific meegerekend. Organisator Bluff Magazine paste in 2011 het scoresysteem aan en sindsdien beïnvloeden ook de inschrijfgelden en grootte van de deelnemersvelden het aantal punten dat spelers per evenement kunnen halen.
WSOP Player of the Year 2011 werd Ben Lamb, die zich dat jaar vijf keer naar een geldprijs speelde, waarbij hij één keer een toernooi won en hij in drie andere ook de finaletafel bereikte.

## Trivia
- De hoogst geëindigde vrouwen in de World Series of Poker 2011 waren Maria Ho (tweede in event #4, goed voor $540.020,- aan prijzengeld) en Stephanie Nguyen (tweede in event #19, goed voor $131.900,-). De hoogst geëindigde vrouw in het Main Event was Erika Moutinho, die als 29e eindigde (goed voor $242.636,-).
- Diezelfde Moutinho had ten tijde van de World Series of Poker 2011 sinds enkele jaren een liefdesrelatie met David 'Doc' Sands, die één plaats lager eindigde in het Main Event dan haar (en eenzelfde bedrag aan prijzengeld won).
- Aan de World Series of Poker 2011 deden spelers met 105 verschillende nationaliteiten mee. Aan het Main Event deden spelers met 85 verschillende nationaliteiten mee.